# Tom Bridges

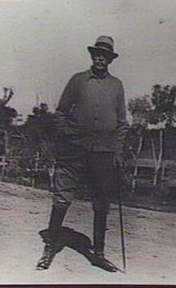
Sir Tom Bridges, um 1927

Sir George Tom Molesworth Bridges (* 20. August 1871 in London; † 26. November 1939 in Brighton, Sussex) war ein britischer Generalleutnant und Gouverneur des australischen Bundesstaats South Australia.

## Leben
Bridges, der im Londoner Stadtteil Eltham zur Welt kam, besuchte die Royal Military Academy Woolwich, bevor er als Offizier in die British Army eintrat. Nach Stationen in Indien wurde er im Zweiten Burenkrieg eingesetzt, wo er den Oberbefehl über zwei australische Infanterieregimenter erhielt. Am 14. November 1907 heiratete er in London die Witwe Janet Florence Marshall, geborene Menzies; sie hatten eine Tochter.
Zu Beginn des Ersten Weltkriegs nahm Bridges im August 1914 an der Schlacht bei Mons teil und wurde dann mehrfach ausgezeichnet. 1915 wurde er zum Major-General und Kommandeur der 19th (Western) Division befördert. Am 20. September 1917 verlor er beim Angriff in der Schlacht an der Menin Road (Dritte Flandernschlacht) jedoch ein Bein und musste sein Kommando abgeben. Aufgrund seiner Leistungen verfasste sein Onkel, der Dichter Robert Bridges, ihm zu Ehren die Ode "To His Excellency".
Von 1920 bis 1922 war er Colonel des Regiments der 5th Dragoon Guards und von 1922 bis 1937 Colonel von dessen Nachfolgeregiment, den 5th/6th Dragoons.
1922 nahm er auf Nachdruck seines Freundes Winston Churchill das Amt des Gouverneurs von South Australia an. Dort war er besonders bei Kriegsveteranen beliebt und vertrat konservative Positionen. Bei seinen öffentlichen Reden warnte er vor dem Bolschewismus und warb dafür, mehr Einwanderer ins Land zu lassen. Er war ein strikter Gegner der Prohibition.
Nach persönlichen Streitigkeiten mit dem Premierminister John Gunn lehnte Bridges eine zweite Amtszeit ab und kehrte 1927 nach England zurück.
Im Ruhestand veröffentlichte er 1938 seine Memoiren, Alarms and Excursions. Er starb am 26. November 1938 in Brighton.

## Orden und Ehrenzeichen
- Companion des Distinguished Service Order
- Knight Commander of the Order of St. Michael and St. George (1919)
- Knight Commander of the Order of the Bath (1925)